# 东风大道
东风大道，安徽省合肥市东部城区的南北向主干道。道路北起新安江路，南至裕溪路。沿路有撮镇敬老院、华东国际建材中心等。

## 轨道交通
- █ 6号线：龙塘站